# Moškovec
Moškovec (in ungherese Moskóc) è un comune della Slovacchia facente parte del distretto di Turčianske Teplice, nella regione di Žilina.